# Kaiser-Wilhelm-Gedächtniskirche
La Kaiser-Wilhelm-Gedächtniskirche (Chiesa commemorativa dell'Imperatore Guglielmo), o semplicemente Gedächtniskirche (Chiesa della Memoria), è una chiesa di Berlino, nel quartiere di Charlottenburg.
La chiesa originale venne costruita nel 1890, ma fu gravemente danneggiata in un bombardamento nel 1943. L'edificio originario non è più stato ricostruito, ma è stato affiancato da architetture moderne costruite tra il 1959 e il 1963: il contrasto tra la rovine antiche e la parte moderna è una testimonianza degli orrori della seconda guerra mondiale.
Al centro di Breitscheidplatz, segna l'inizio di importanti strade, come il Kurfürstendamm e la Tauentzienstraße, di cui costituisce il fondale prospettico. È un importante elemento architettonico di Berlino ovest nell'asse del Generalszug. In considerazione della sua importanza storica e architettonica, è posta sotto tutela monumentale (Denkmalschutz).

## Storia
L'imperatore Guglielmo II ordinò la costruzione della chiesa in memoria del nonno Guglielmo I, costruzione che fu portata avanti tra il 1891 e il 1895. La costruzione della chiesa faceva parte di un programma di costruzione di chiese protestanti avviata dal Kaiser e dalla sua consorte Augusta Victoria (chiamata appunto Kirchenjuste dai berlinesi) che tentando un ritorno ai valori religiosi tradizionali cercava di contrastare l'avvento del movimento operaio e socialista tedesco.
L'edificio venne costruito secondo il progetto di Franz Schwechten (membro dell'Accademia di architettura e già noto per la realizzazione della stazione ferroviaria di Berlino-Anhalt) in stile neoromanico, ispirandosi alle numerose chiese romaniche presenti nella valle del Reno, tra cui il duomo di Bonn. Tale stile architettonico era totalmente sconosciuto nel Brandeburgo.
L'edificio originale era di un'impressionante monumentalità e grandezza: il grande mosaico di 2.740 m² all'interno della chiesa descriveva la vita e le opere dell'imperatore. La prima pietra fu posta il 22 marzo 1891, nel giorno del compleanno di Guglielmo I, e fu consacrata il 1º settembre 1895, vigilia dell'anniversario della battaglia di Sedan; la sala d'ingresso nella sezione inferiore venne invece aperta e consacrata solo il 22 febbraio 1906. Il costo di costruzione fu di 6,8 milioni di marchi oro dell'epoca, costituiti principalmente da donazioni.

### Distruzione

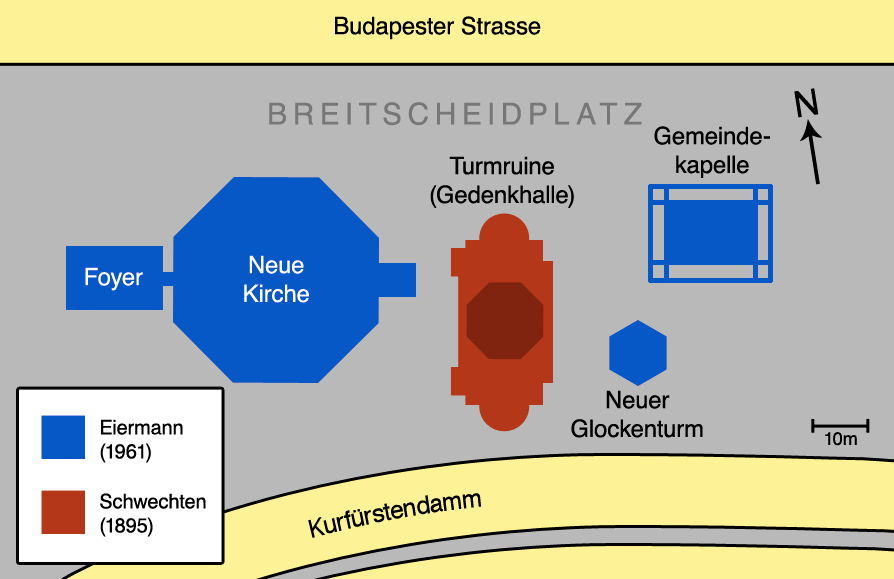
Mappa del complesso architettonico

Nella notte del 23 novembre 1943, durante la seconda guerra mondiale, la chiesa fu gravemente danneggiata dai bombardamenti alleati della battaglia aerea di Berlino, che ridusse la chiesa a una solitaria rovina ribattezzata der hohle Zahn ("il dente cavo"). Per ironia della sorte, l'ultimo sermone pronunciato dal pastore poche ore prima del bombardamento, era incentrato sul tema Tutto scompare. Le rovine includevano il residuo del campanile, mentre gran parte della sala d'ingresso rimase intatta, così come l'altare e il battistero.

### Ricostruzione
Subito dopo la guerra, nel 1947, il Curatorium della fondazione Kaiser-Wilhelm-Gedächtniskirche decise di ricostruire la chiesa, ma il modo in cui questo avrebbe dovuto essere fatto è stato al centro di dibattiti e polemiche fino al 1957, quando il noto architetto Egon Eiermann vinse il concorso bandito. Il progetto iniziale prevedeva l'abbattimento totale delle rovine e la costruzione di una chiesa di foggia moderna. Tuttavia, il rudere era considerato uno dei simboli del centro di Berlino e la protesta di gran parte della popolazione berlinese costrinse le autorità ecclesiastiche e municipali a rivedere il progetto. Infine, Eiermann progettò una nuova chiesa da costruire in più elementi architettonici attorno al rudere, da salvare, almeno in parte.

### La nuova chiesa

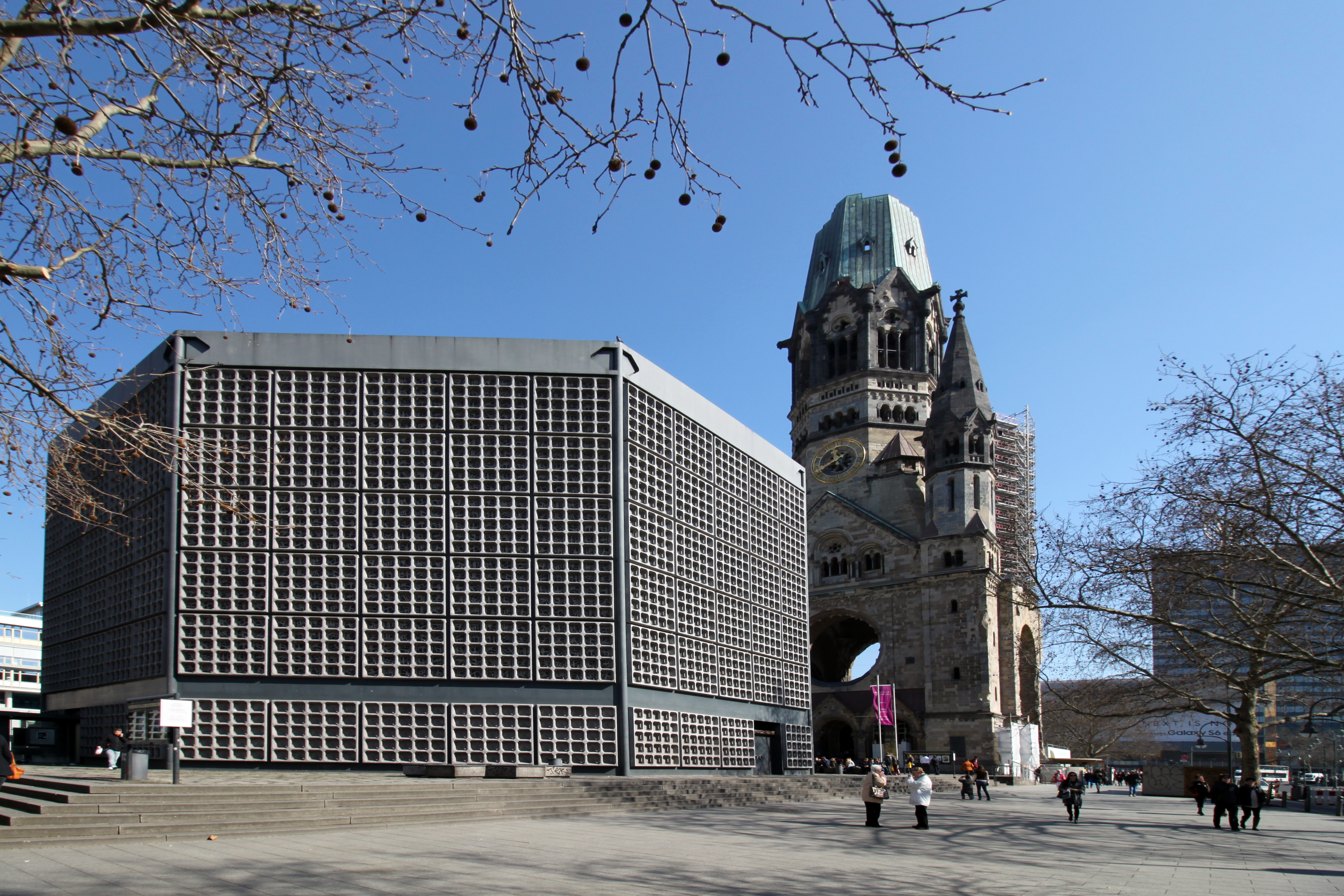
La nuova chiesa ottagonale

La posa della prima pietra della nuova chiesa avvenne simbolicamente il 9 maggio 1959, il tetto completato il 16 dicembre 1960, mentre le nuove campane vennero consacrate il 19 luglio 1961. La nuova chiesa ufficialmente consacrata il 17 dicembre 1961, mentre il foyer e la cappella furono completati solo nel dicembre 1963.
La nuova chiesa, progettata da Eiermann, si compone di quattro edifici costruiti in cemento, acciaio e vetro, raggruppati intorno alle rovine: una grande sala ottagonale ad ovest, una sala a est, una torre a pianta esagonale e una cappella nel lato nord-est. Per via della loro forma, la chiesa nuova e il campanile sono stati ribattezzati dai berlinesi rispettivamente La scatola da cipria (Puderdose) e Il rossetto (Lippenstift).
Le pareti della nuova chiesa sono costituite da un nido d'ape in cemento contenente 21.292 inserti di vetro colorato, realizzati dal maestro vetraio francese Gabriel Loire, ispirato dai colori dei vetri della Cattedrale di Chartres. Il colore predominante del vetro è il blu, con piccole aree di rosso rubino, verde smeraldo e giallo. La chiesa ha un diametro di 35 metri e un'altezza di 20,5 metri, con una capacità di oltre 1.000 persone.
All'interno della chiesa, di fronte all'ingresso, vi è la figura di Cristo, sospeso sopra l'altare, realizzato in lega di ottone (tombac) dallo scultore Karl Hemmeter; la piccola croce sull'altare, realizzata da Peter Tauchnitz, è in argento dorato con 37 cristalli incastonati. A sinistra dell'altare è posto il fonte battesimale, realizzato in marmo di Carrara con un catino di maiolica che contiene l'acqua santa. A destra dell'altare vi è il pulpito a pianta ottagonale. Nella galleria di fronte all'altare, è collocato un organo contenente circa 5.000 canne, costruito da Schuke; per migliorare l'acustica, sono stati installati pannelli di Plexiglas. Nella parete nord-est della chiesa sono esposte tre opere d'arte: una targa di bronzo che commemora i martiri protestanti morti durante il nazismo tra il 1933 e il 1945, collocata nella chiesa il 20 luglio 1964, nel 20º anniversario del tentativo di assassinare Adolf Hitler. Accanto, vi è la Madonna di Stalingrado, simbolo di speranza e di riconciliazione: si tratta di un ritratto a carboncino disegnato da Kurt Reuber durante l'assedio di Stalingrado nel Natale 1942. Dall'altra parte vi è un'icona della Vergine Maria proveniente da Volgograd.
La torre campanaria, a base esagonale di 12 metri di diametro, è alta 53,5 metri e ha un tetto piatto. In cima alla torre è un'asta che sorregge una sfera dorata con una croce dorata. All'interno sono collocate sei campane realizzate con il bronzo dei cannoni francesi, bottino della guerra franco-prussiana del 1870-1871.
Mentre nella Berlino odierna le distruzioni della seconda guerra mondiale sono visibili solo indirettamente dall'insieme di vecchia e nuova architettura, il rudere della Kaiser-Wilhelm-Gedächtniskirche rimane uno dei pochissimi edifici lasciati nello stato di distruzione e costituisce così un monumento estremamente efficace.

### Gedenkhalle

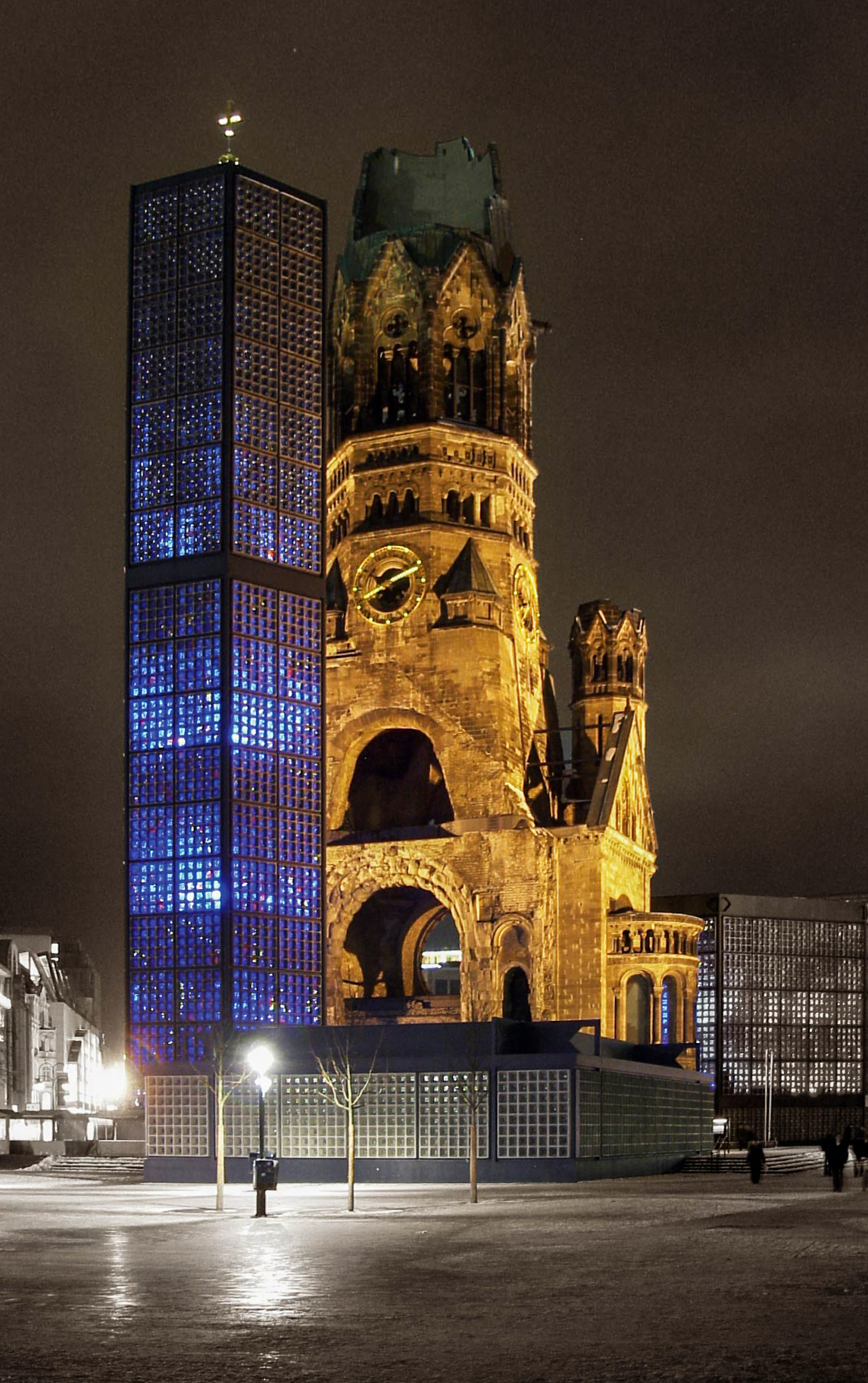
Il vecchio e il nuovo campanile di notte

All'interno della parte vecchia della chiesa, precisamente nella base della torre rimasta come rovina, trova collocazione il Gedenkhalle (Memoriale), una sorta di museo della chiesa. Qui si trovano documenti storici della chiesa, alcuni dei mosaici contenuti nell'edificio, fra cui il "Mosaico degli Hohenzollern", e una figura del Cristo di Hermann Schaper, che originariamente si trovava sull'altare maggiore, scampata ai bombardamenti. Soprattutto vi si trovano i simboli della riconciliazione dei tre paesi che una volta erano nemici, ovvero una croce costruita con i chiodi ritrovati nelle ceneri delle rovine dell'antica cattedrale di Coventry (distrutta dai bombardamenti tedeschi), un'icona russa a forma di croce, dono del vescovo ortodosso di Volokolamsk e Yuryev, nonché la Madonna di Stalingrado, il disegno creato durante l'omonima battaglia dal sacerdote e medico militare tedesco Kurt Reuber.

## La chiesa nel cinema
- La chiesa appare all'inizio del film Il cielo sopra Berlino: l'angelo Damiel scruta i berlinesi dal rudere del campanile.
- L'edificio appare anche nelle primissime immagini de La terza generazione, di Rainer Werner Fassbinder, insieme ai titoli di testa, creando subito nello spettatore un senso di angoscia e d'inquietudine.
- L'edificio appare anche in una scena del film Octopussy - Operazione piovra del 1983, con James Bond interpretato dall'attore Roger Moore.

### Fonti
- Lilli Hollein, Gebaute Demokratie, H.O.M.E. 05/09, maggio-giugno 2009, "Architektur Deutschland", p. 146 (146-158)
- Lorenzo Spagnoli, Berlino. XIX e XX secolo, Zanichelli, Bologna 1993, p. 192

### Testi di approfondimento
- (DE) Günter Pohl, Die Kaiser-Wilhelm-Gedächtnis-Kirche, Berlino (Ovest), Herausgegeben im Auftrage des Gemeindekirchenrats und des Kuratoriums „Striftung Kaiser-Wilhelm-Gedächtnis-Kirche”, s.d., ISBN non esistente.
- (DE) Vera Frowein-Ziroff, Die Kaiser-Wilhelm-Gedächtniskirche. Entstehung und Bedeutung, in Die Bauwerke und Kunstdenkmäler von Berlin, fascicolo 9, Berlino (Ovest), Gebr. Mann Verlag, 1982, ISBN 3-7861-1305-X.
- (DE) Erwin Gerlach e Constantin Beyer, Berlin, Kaiser-Wilhelm-Gedächtnis-Kirche, in Kleine Kunstführer, n. 2313, 2ª ed., Ratisbona, Schnell und Steiner, 2001, ISBN 3-7954-6078-6.
- (DE) Kai Kappel (a cura di), Egon Eiermann, Kaiser-Wilhelm-Gedächtnis-Kirche Berlin. 1961-2011, Lindenberg im Allgäu, Kunstverlag Fink, 2011, ISBN 978-3-89870-677-3.